# 湖泊峰
湖泊峰是阿爾巴尼亞的山峰，位於該國北部普羅克勒迪耶地區，距離蒙特內哥羅約5公里，山體由石灰岩組成，海拔高度2,694米，是該國第二高的山峰。